# Río Ébola
El río Ébola (en francés: Ebola o Legbala; en lingala: e-bóla 'choca [con el suelo], rompe, cruje') es un río africano de poca longitud y afluente del río Mongala y, por tanto, del río Congo, que discurre por el noroeste de la República Democrática del Congo (antiguo Zaire), cerca del límite con la República Centroafricana conocido porque en Yambuku, localidad del Congo cercana a sus orillas, fue el sitio donde se identificó por primera vez la enfermedad de ébola en 1976.